# Гатищенский сельсовет
Гатищенский сельсове́т — сельское поселение в Воловском районе Липецкой области. 
Административный центр — село Гатище.

## История
В соответствии с законом Липецкой области №114-оз «О наделении муниципальных образований в Липецкой области статусом городского округа, муниципального  района, городского и сельского поселения» от 2 июля 2004 года Гатищенский сельсовет наделён статусом сельского поселения.
Постановлением восемнадцатого заседания Липецкого областного Собрания депутатов от 12.10.95 № 353-пс образованы Замарайский сельский Совет путем разукрупнения Ломигорского сельсовета и Юрской  – путем разукрупнения Гатищенского
сельсовета.

В  Юрской сельсовет вошли: деревни Дробышево,  Хитрово, Юрские Дворы и село, административный центр Юрское .

## Население
| 2010 | 2012 | 2013 | 2014 | 2015 | 2016 | 2017 |
| ---- | ---- | ---- | ---- | ---- | ---- | ---- |
| 656  | ↘630 | ↘603 | ↘592 | ↘562 | ↘549 | ↗570 |
| 2018 | 2021 |      |      |      |      |      |
| ↘564 | ↘534 |      |      |      |      |      |

## Состав сельского поселения
| № | Населённый пункт | Тип населённого пункта       | Население |
| - | ---------------- | ---------------------------- | --------- |
| 1 | Гатище           | село, административный центр | ↘475      |
| 2 | Пикалово         | деревня                      | ↘171      |